# 紐約漫畫展

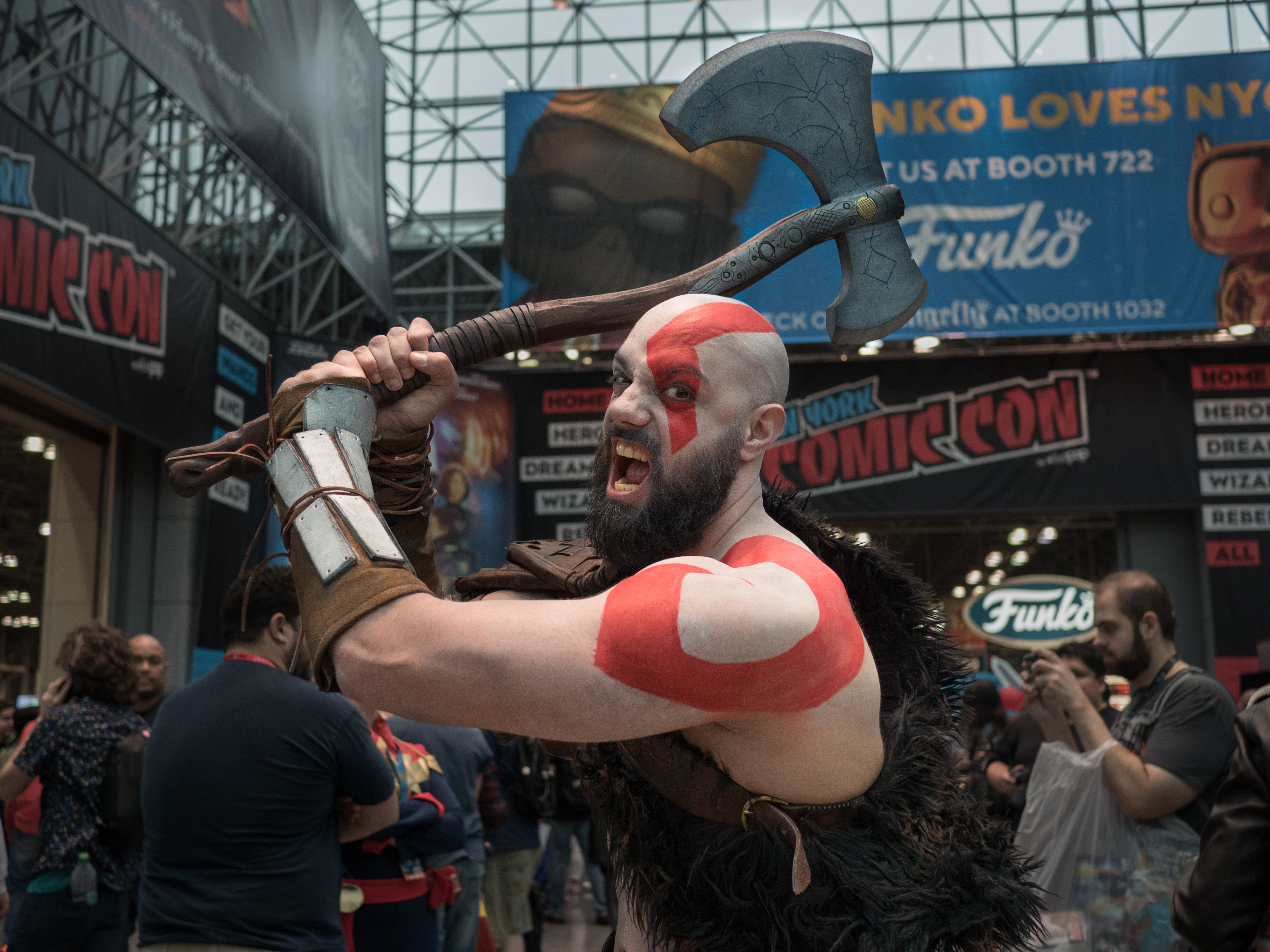
2018年纽约漫畫展上扮演克雷多斯的爱好者

紐約漫畫展（New York Comic Con）是每年在美国纽约州纽约市举办的一个漫畫展，第一届举办于2006年2月，2010年开始改为10月。和非营利性的圣地亚哥漫展、大苹果漫展不同，它本身是一个营利性活动。

## 纽约動畫节
2007年至2011年间举办的纽约動畫节（New York Anime Festival）也是纽约漫畫展的幕后公司Reed Exhibitions主持的。它原先是一个独立的活动，但2010年开始和纽约漫畫展同时举行，2012年完全合并。

## 歷史
以前在紐約舉行的漫畫大會第一個有記錄的「正式」漫畫大會於1964年在紐約市舉行。1964年7月24日，在Workman's Circle大樓舉行，被稱為「New York Comicon」。